# Sheldon Lee Glashow
Sheldon Lee Glashow, ameriški fizik, * 5. december 1932.
Glashow je leta 1979 prejel Nobelovo nagrado za fiziko »za doprinose k teoriji poenotene šibke in elektromagnetne interakcije med osnovnimi delci in med drugim za napoved šibkega nevtralnega toka.«